# Selma Vilhunen
Selma Vilhunen (* 1976) ist eine finnische Regisseurin und Drehbuchautorin. Sie wurde als Regisseurin des Kurzfilms Pitääkö mun kaikki hoitaa? bekannt.

## Leben
Selma Vilhunen studierte Regie an der Universität Turku. Nach dem Studium drehte sie mehrere Kurzfilme, darunter auch einige Dokumentar-Kurzfilme. Daneben drehte sie den Fernsehfilm Pietà. Ihr Dokumentarfilm Ponitytöt gewann den Hauptpreis des Tampere International Short Film Festival 2008. Als Drehbuchautorin zeichnete sie verantwortlich für Koti-ikävä von Regisseur Petri Kotwica und den Fernsehfilm Espoon viimeinen neitsyt von Hanna Maylett.
Bei der Oscarverleihung 2014 wurde ihr Kurzfilm Pitääkö mun kaikki hoitaa? für einen Oscar in der Kategorie Bester Kurzfilm nominiert.

## Filmografie

### Als Regisseurin
- 1999: Tämä hetki (Kurzfilm)
- 1999: Päivä isän kanssa (Dokumentar-Kurzfilm)
- 2001: Ruutana (Kurzfilm)
- 2002: Risteys (Kurzfilm)
- 2003: Welcome to the Day 6 of the Iraq War (Dokumentar-Kurzfilm)
- 2003: Minun pikku elefanttini (Dokumentar-Kurzfilm)
- 2006: Jätkät (Dokumentar-Kurzfilm)
- 2007: Pietá (Fernsehfilm)
- 2008: Ponitytöt (Dokumentar-Kurzfilm)
- 2012: Pitääkö mun kaikki hoitaa? (Kurzfilm)
- 2013: Disco (Dokumentar-Kurzfilm)
- 2014: Laulu (Dokumentarfilm)
- 2014: Nordic Factory
- 2014: The Girl and the Dogs (Kurzfilm)
- 2016: Ein Mädchen namens Varpu (Tyttö nimeltä Varpu)
- 2023: Neljä pientä aikuista

### Als Drehbuchautor
- 2003: Suburbian Virgin (Espoon viimeinen neitsyt) (Fernsehfilm)
- 2005: Homesick (Koti-ikävä)